# كاتريانا فاسيلفنا بيلكور
كاتريانا فاسيلفنا بيلكور (بالأوكرانية: Катерина Василівна Білокур) ‏(1900-1961) هي فنانة شعبية أوكرانية، وُلدت في 7 ديسمبر 1900 في مقاطعة كييف أوبلاست. لم تشتهر في بداياتِها، ولكن بدأت أعمالُها بالظهور في أواخر عقد 1930 و1940؛ وذلك بسبب اهتمامها بالطبيعية. أُطلق عليها لقب «فنانة الشعب» في أوكرانيا.[بحاجة لمصدر]

## صور

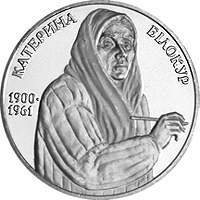
عملة أوكرانيا وتظهر عليها كاتريانا